# Porsangerfjorden
Porsangerfjorden (samisk: Porsáŋgguvuotna, finsk: Porsanginvuono) eller Porsangen er 123 km lang og er Norges fjerde længste fjord. Den ligger i Troms og Finnmark fylke. Fjorden går fra Sværholtklubben i nord til Brennelv (Lohtiniemi) længst inde i landet.
Kommunerne Nordkapp og Porsanger ligger ved fjorden.
Inderst i fjorden er den delt af en halvø i fjordene Vesterbotn (Leavdnjavuotna) med sidefjorden Brennelvfjorden (Lohtivuono) med fjordens inderste punkt, og Østerbotn (Väylämatala).